# Асторга, Мануэль
Мануэль Мигель Асторга Карреньо (исп. Manuel Miguel Astorga Carreño; род. 15 мая 1937, Икике, Чили) — чилийский футболист, вратарь.

## Клубная карьера
Во взрослом футболе дебютировал в 1956 году выступлениями за команду «Универсидад де Чили», в которой провел двенадцать сезонов, приняв участие в 183 матчах чемпионата. С командой он четыре раза выигрывал чемпионат Чили в 1962, 1964, 1965 и 1967 годах.
Впоследствии с 1968 по 1973 год играл в составе команд «Уачипато» и «Депортес Магальянес», а завершил игровую карьеру в родной команде «Универсидад де Чили», за которую выступал в сезоне 1974 года.

## Карьера в сборной
13 апреля 1960 года дебютировал в официальных играх в составе национальной сборной Чили в товарищеском матче с Бельгией.
В составе сборной был участником чемпионата мира 1962 года в Чили, на котором команда получила бронзовые награды, но на поле не выходил.
Последний раз в сборной Асторга появился 22 марта 1970 года в товарищеском матче против Бразилии. Всего за свою карьеру в национальной сборной, которая длилась 11 лет, провел в ее форме 30 матчей, пропустив 26 голов.